# Левонтин, Ричард
Ричард Чарлз Левонтин (англ. Richard Charles Lewontin; 29 марта 1929, Нью-Йорк — 4 июля 2021) — американский биолог, генетик и общественный деятель. Внёс значительный вклад в разработку математической базы популяционной генетики и теории эволюции. Левонтин был одним из авторов идеи использования методов молекулярной биологии, например, гелевого электрофореза, для исследования вопросов, связанных с генетическим разнообразием и эволюцией.
Левонтин выступал против генетического детерминизма, в особенности против таких областей, как социобиология и эволюционная психология.
В 1951 году окончил Гарвардский колледж по специальности «Биология». В 1952 году получил степень магистра по математической статистике, а затем степень доктора зоологии в 1954 году, в Колумбийском университете, где его преподавателем был Феодосий Добржанский. Являлся "общепризнанным марксистом".

## Отличия
- 1961: стипендия Фулбрайта
- 1961: Национальный научный фонд Senior Postdoctoral Fellow
- 1970-е: Член Национальной академии наук США (впоследствии вышел)
- 1994: Sewall Wright Award от American Society of Naturalists
- 2015: Премия Крафорда
- 2017: Медаль Томаса Ханта Моргана